# Uszynka (obwód wołgogradzki)
Uszynka (ros. Ушинка) – wieś w Rosji, w obwodzie wołgogradzkim, w rejonie rudniańskim. W 2010 liczyła 112 mieszkańców.